# Hermann Schwabe
Hermann Schwabe (* 4. April 1830 in Buttstädt; † 19. Oktober 1874 in Berlin-Charlottenburg) war ein deutscher Jurist und Statistiker.

## Person
Hermann Schwabe stammte aus einfachen familiären Verhältnissen und verließ im Revolutionsjahr 1848 vor dem Abitur das Gymnasium in Weimar. Nach seiner Ausbildung als Geometer übte er zwei Jahre diesen Beruf aus, bevor er mit Hilfe einer Erbschaft sein Abitur nachholen, an der Friedrich-Schiller-Universität Jena Jura und Staatswissenschaften studieren konnte und dort in Jura promovierte.

## Berufliche Entwicklung
Im Jahre 1858 ging er zum Königlich Preußischen Statistischen Bureau in Berlin, um sich in Statistik fortzubilden. Hier verwaltete er ab August 1860 als Referent von Ernst Engel die Bibliothek. Schwabe stieg im April 1865 zum vorläufigen Direktor des „Statistischen Bureau der Stadt Berlin“ auf, seit 1873 dauerhaft. In den Jahren 1867 und 1871 organisierte er die Berliner Volkszählung, über die er im Dezember 1869 bzw. Dezember 1871 einen Bericht veröffentlichte. Schwabe war seit 1867 Mitglied des „Centralvereins in Preußen für das Wohl der arbeitenden Klassen“, seit 1872 auch im „Verein für Socialpolitik“. 1874 veröffentlichte er einen Aufsatz über den Nomadismus der Berliner Bevölkerung. Er schrieb hierin: „Dieser Nomadismus ist in Wahrheit … großenteils eine Dauerflucht im Kreise herum von den heillosen großstädtischen Wohn- und Lebensverhältnissen“. Im Februar 1874 berief ihn die philosophische Fakultät der heutigen Humboldt-Universität zu Berlin zum außerordentlichen Professor. Die Stelle konnte er jedoch nicht mehr antreten, weil er im Oktober 1874 an Typhus verstarb.

## Schwabesches Gesetz
Das Zusammentreffen mit Ernst Engel – der bereits 1857 das später nach ihm benannte Engelsche Gesetz formuliert hatte – inspirierte Schwabe 1868 zu einer Modifizierung dieses Gesetzes. Während Engel sich mit dem Anteil der Konsumausgaben für Lebensmittel am Einkommen eines Privathaushaltes befasst hatte, untersuchte Schwabe die Ausgaben für Wohnung (Wohnungsmiete und Nebenkosten) und ihr Verhältnis zum Einkommen. Er schrieb hierzu: „Je ärmer jemand ist, desto größer ist die Summe, die er im Verhältnis zu seinem Einkommen für Wohnungsmiete verausgaben muss“. Das später nach ihm benannte Schwabesche Gesetz gilt jedoch nicht ausnahmslos, denn bei Haushalten mit sehr hohen Einkommen steigt der Anteil der Mietausgaben zumeist wieder (durch die Tendenz zu Luxuswohnungen). Heute ist sein Gesetz für die Wohnungswirtschaft von fundamentaler Bedeutung und beinhaltet die Mietbelastungsquote.